# Krosnowscy herbu Junosza

Junosza, herb rodu Krosnowskich

Krosnowscy herbu Junosza – polska rodzina szlachecka.
Krosnowscy, pieczętujący się herbem Junosza, wywodzą się z woj. rawskiego. Należeli do możniejszych rodzin mazowieckich, byli wspólnego pochodzenia z Załuskimi, stąd niektórzy pisali się z Załusk. Z czasem przenieśli się na Ruś Czerwoną i Podole, gdzie weszli w związki małżeńskie ze znaczącymi tam rodzinami: Wasiczyńskimi herbu Korczak, Potockimi herbu Pilawa, Humieckimi herbu Junosza, Bieganowskimi herbu Grzymała, Stempkowskimi herbu Suchekomnaty, Mrozowickimi herbu Prus III i Łopackimi herbu Lubicz. Liczni ich przedstawiciele zasiadali w Senacie i pełnili wiele urzędów ziemskich i grodzkich.
Dwie linie rodziny Krosnowskich uzyskały w Galicji tytuł hrabiowski: hrabiego Galicji w 1791 r. i hrabiego Austrii w 1840 r.

## Przedstawiciele rodu
- Aleksander Krosnowski (ok. 1670-1731) – rotmistrz pancerny, pułkownik JKM, regimentarz wojsk koronnych, stolnik gostyński, starosta petrykowski i zagrobelski, poseł na sejm
- Jan Krosnowski (1714-) – burgrabia drohicki, łowczy stężycki, cześnik opoczyński, podstoli opoczyński, starosta snochowski
- Mikołaj Krosnowski (ok. 1590-1653) – arcybiskup lwowski, inflancki, wendeński, sekretarz królewski
- Mikołaj Franciszek Krosnowski (ok. 1655-1718) – wojewoda czernihowski, podkomorzy lwowski, stolnik lwowski
- Walenty Władysław Krosnowski (zm. 1878) – powstaniec 1830, emigrant
- Wojciech Krosnowski (zm. 1735) – dziekan kapituły katedralnej lwowskiej, kustosz i kanonik kapituły katedralnej lwowskiej